# Manuel 1. Komnenos
Manuel 1. Komnenos (græsk: Μανουήλ Α' Κομνηνός, Manouēl I Komnēnos) (28. november 1118 – 24. september 1180) var en østromersk kejser i 1100-tallet, som regerede i en skelsættende periode for det Østromerske Kejserdømme og middelhavsområdet.
Han var ivrig efter at genskabe det byzantinske rige som en supermagt i middelhavsområdet, og han førte en energisk og ambitiøs udenrigspolitik. Undervejs indgik han alliancer med paven og det genopstandne Vesteuropa, invaderede Italien, håndterede med held at det 2. korstog passerede gennem hans rige og etablerede et byzantinsk protektorat over Korsridderstaterne i Det hellige land.
I lyset af muslimske fremstød i det hellige land, gjorde han fælles sag med kongeriget Jerusalem og deltog i en fælles invasion af Fatimide-kalifatet i Ægypten.
Manuel omskabte det politiske kort over Balkan og det østlige Middelhavsområde, og satte kongeringerne Ungarn og Outremer under byzantinsk overherredømme, og kæmpede aggressivt mod sine naboer i såvel vest som øst. I slutningen af hans regeringstid blev Manuels sejre i øst bragt i fare af et alvorligt nederlag i Slaget ved Myriokephalon, som i høj grad skyldtes hans overmod ved at angribe en velforsvaret Seljukisk stilling.
Han blev af grækerne kaldt ho Megas (ὁ Μέγας, der kan oversættes med "den store") og Manuel er kendt for at have inspireret til intens loyalitet blandt de som tjente ham. Han fremtræder også som en helt i en historie, som blev skrevet af hans sekretær, John Kinnamos, hvor han tilskrives alle dyder.
Manuel, som var påvirket af hans forbindelse til de vestlige korsriddere, havde ry for at være "den mest velsignede kejser af Konstantinopel" også i dele af den latinske verden.
Moderne historikere har imidlertid været knap så begejstrede for ham. Nogle af dem hævder, at den store magt han besad ikke skyldtes hans egne handlinger, men skyldtes det dynasti han repræsenterede. De hævder også at, da det byzantinske kejserdømmes magt blev dramatisk indskrænket efter hans død, at det kun er naturligt at se efter årsagerne til denne nedgang i hans regeringstid.

## Opstigning til tronen
Manuel var den 4. søn af Johannes 2. og Piroska af Ungarn, så det forekom meget usandsynligt, at han skulle komme til at efterfølge sin far. Hans morfar var László 1. af Ungarn. Efter at have udmærket sig i sin fars krig mod seljukkerne blev Manuel i 1143 af Johannes udpeget til hans efterfølger i stedet for hans ældre overlevende bror Isak. Efter at Johannes var død den 8. april 1143 blev hans søn Manuel hyldet af hæren. Hans kroning var imidlertid på ingen måde sikker. Ved hans fars dødsleje i det fjerne Kilikien langt fra Konstantinopel erkendte han, at det var af afgørende betydning, at han hurtigst muligt vendte tilbage til hovedstaden. Han skulle dog først sørge for sin fars begravelse og traditionen krævede, at han sørgede for grundlæggelse af et kloster på det sted hvor hans far døde. Han sendte hurtigt megas domestikos (hærens øverstkommanderende) John Axouch i forvejen med ordre til at arrestere hans farligste mulige rival, hans bror Isak, som boede i Det store palads i Konstantinopel og havde fri adgang til det kejserlige skatkammer og kronregalierne. Axouch ankom til hovedstaden inden nyheden om kejserens død var nået frem. Han sikrede sig hurtigt byens troskab og da Manuel ankom til byen i august 1143 blev han kronet af den nye patriark af Konstantinopel, Michael 2. Kourkouas. Nogle få dage senere, da han ikke længere behøvede at frygte for sin stilling, gav Manuel ordre til at Isak skulle løslades. Derpå gav han ordre til at 2 guldstykker skulle gives til alle husejere i Konstantinopel og at den byzantinske kirke skulle have 200 pund guld samt 200 sølvstykker årligt.
Kejserdømmet som Manuel arvede fra sin far havde gennemgået store ændringer siden dets grundlæggelse af Konstantin 1., otte århundreder tidligere. Under hans forgænger Justinian 1. (527–565) var dele af det tidligere vestromerske rige blevet generobret, herunder Italien, Afrika og dele af Spanien. Herefter var riget imidlertid skrumpet betydeligt. De mest iøjnefaldende ændringer var sket i 600-tallet. Islamiske krigere havde erobret Ægypten, Palæstina og store dele af Syrien. De var derefter fortsat vestpå ind i det, der i Konstantins tid havde været de vestlige provinser i Romerriget i Nordafrika og Spanien. I de efterfølgende århundreder havde kejsere regeret over et rige, som i store træk bestod af Lilleasien i øst og Balkanhalvøen i vest. I slutningen af 1000-tallet gik det byzantinske rige ind i en nedgangsperiode såvel militært som politisk, som var blevet stoppet og stort set vendt under Manuels bedstefars og fars regeringstid. Trods det stod det rige, som Manuel overtog overfor enorme udfordringer. I slutningen af 1000-tallet havde normannerne på Sicilien fjernet Italien fra kejserens kontrol. Seljukkerne havde gjort det samme med det centrale Anatolien. Og i Levanten var der fremkommet en ny magt – Korsridderstaterne – som stillede Byzans overfor nye udfordringer. Nu mere end nogensinde i de forudgående århundreder stod kejseren overfor en skræmmende opgave.

## 2. Korstog og Renaud de Châtillon

### Fyrste af Antiokia
Den første udfordring under Manuels regeringsperiode kom i 1144, hvor han blev stillet overfor et krav fra Raymond, fyrste af Antiokia om afståelse af områder i Kilikien; men senere samme år blev korsfarer grevskabet Edessa ramt af en ny bølge af islamisk jihad under Imad ad-Din Atabeg Zengi. Raymond erkendte, at øjeblikkelig hjælp vest fra var udelukket. Da hans østlige flanke var særdeles udsat, var der ikke andet for ham at gøre end at forberede sig på en ydmygende rejse til Konstantinopel. Han slugte sin stolthed og rejste nord på for at bede kejseren om beskyttelse. Efter at have underkastet sig Manuel, fik han lovning på den støtte, som han havde bedt om, og hans troskab til Byzans var dermed sikret.

### Ekspedition mod Konya
I 1146 samlede Manuel sin hær ved den militære base Lopadion og tog afsted på en straffeekspedition mod Masud sultanen af Rûm, som gentagne gange havde krænket kejserrigets grænser i det vestlige Anatolien og Kilikien. Der blev ikke gjort forsøg på en systematisk erobring af land, men Manuels hær besejrede tyrkerne ved Acroënus inden den erobrede og ødelagde den befæstede by Philomelion og fjernede de tilbageværende kristne indbyggere. De byzantinske styrker nåede frem til Masuds hovedstad, Konya, og hærgede området omkring byen, men var ikke i stand til at angribe dens mure. Blandt Manuels motiver for at gennemføre dette angreb var der et ønske om at fremstå i Vesten som en der aktivt forfulgte korstogstanken; Kinnamos tilskrev også Manuel et ønske om at vise sin krigeriske styrke for sin nye brud. Mens han var på dette felttog modtog Manuel et brev fra Ludvig 7. af Frankrig hvor han meddelte sine planer om at lede en hær, som skulle undsætte Korsridderstaterne.

### Korsriddernes ankomst
Manuel blev forhindret i at følge op på hans tidlige sejre mod øst, for begivenheder i vest betød at hans tilstedeværelse straks var påkrævet på Balkan. I 1147 gav han tilladelse til at to hære fra det 2. korstog kunne passere gennem hans lande. De var underlagt Konrad 3. af Franken og Ludvig 7. af Frankrig. På dette tidspunkt var der stadig nogle ved hoffet i Konstantinopel, som kunne huske da det 1. korstog passerede, hvilket havde været en skelsættende begivenhed i den generations kollektive hukommelse og en som havde optaget Manuels tante Anna Komnena meget.
Mange byzantinere frygtede korstoget, et synspunkt som blev bekræftet af de mange eksempler på vandalisme og tyveri, som de uregerlige hære begik, mens de rykkede gennem byzantinsk område. Byzantinske tropper fulgte korsridderne i et forsøg på at styre deres adfærd, og yderligere tropper var samlet i Konstantinopel, klar til at forsvare hovedstaden mod ethvert angreb. Denne forsigtige adfærd var velbegrundet, men alligevel førte de mange episoder med skjult og åben fjendtlighed mellem franker og grækere langs ruten, som det lader til at begge sider var skyld i, næsten til krig mellem Manuel og hans gæster. Manuel tog den forholdsregel - som hans bedstefar havde undladt - at udføre reparationer på bymurene, og tvang de to konger til at afgive garantier vedrørende hans områders sikkerhed. Konrads hær var den første som passerede ind i det byzantinske rige i sommeren 1147, og den har en mere fremtrædende placering i byzantinske kilder, hvilket tyder på at den var den mest besværlige af de to.a[›]
Efter 1147 blev forholdet mellem de to ledere imidlertid bedre. I 1148 havde Manuel indset fornuften i at sikre sig en alliance med Konrad, hvis svigerinde Bertha af Sulzbach han tidligere havde giftet sig med. Han overtalte faktisk den tyske konge til at forny deres alliance mod Roger 2. af Sicilien. Uheldigvis for den byzantinske kejser døde Konrad i 1152, og trods gentagne forsøg kunne Manuel ikke få en aftale med hans efterfølger, Frederik Barbarossa.b[›]

### Invasionen af Cypern
Manuels opmærksomhed skulle igen blive vendt mod Antiokia i 1156, da Renaud de Châtillon, den nye fyrste af Antiokia, hævdede, at den byzantinske kejser havde svigtet sit løfte om at betale ham en sum penge, og svor at angribe den byzantinske provins Cypern. Han arresterede øens guvernør, som var Johannes Komnenos, en nevø af kejseren, og general Michael Branas. Den latinske historiker Vilhelm af Tyrus beklagede denne krigshandling mod andre kristne og beskrev med mange detaljer de grusomheder, der blev begået af Renauds mænd. Efter at have hærget og plyndret øen mishandlede Renauds hær de overlevende inden de tvang dem til at tilbagekøbe deres husdyr til skyhøje priser med det lidt de havde tilbage. Efter således at have beriget Antiokia med bytte, der kunne gøre Antiokia velhavende i mange år, gik invasionsstyrken ombord på sine skibe og sejlede hjem. Renaud sendte også nogle af de mishandlede fanger til Konstantinopel som en levende demonstration af hans ulydighed og foragt for den byzantinske kejser.
Manuel reagerede på denne uhyrlighed med karakteristisk energi. I vinteren 1158–59 marcherede han til Kilikien i spidsen for en stor hær. Fremrykningen skete så hurtigt (Manuel skyndte sig i forvejen med 500 ryttere), at det lykkedes ham at overraske armeneren Thoros af Kilikien, som havde deltaget i angrebet på Cypern. Alle byerne i Kilikien faldt straks til Manuel, og Thoros selv blev tvunget til at flygte op i bjergene i sidste øjeblik. Det siges at han overlevede ved at gemme sig alene under klipper på en bjergside, hvor en gammel hyrde bragte ham mad så han kunne overleve.

### Manuel i Antiokia
I mellemtiden nåede nyheden om den byzantinske hærs fremrykning til Antiokia. Han vidste, at han ikke kunne besejre Manuel, og han kunne ikke forvente hjælp fra kong Balduin 3. af Jerusalem. Balduin kunne ikke acceptere Renauds angreb på Cypern, og havde under alle omstændigheder allerede indgået en aftale med Manuel. Således isoleret og opgivet af sine allierede besluttede Renaud at ren underkastelse var hans eneste mulighed. Han stod frem for kejseren, klædt i en sæk og med et reb omkring halsen, og tryglede om tilgivelse. I starten ignorerede Manuel og snakkede med sine hoffolk. Vilhelm af Tyrus bemærkede at denne vanærende forestilling fortsatte så længe, at alle tilstedeværende betragtede den med afsky. Til sidst tilgav Manuel Renaud på betingelse af han blev vasal af kejserriget og i praksis opgav Antiokias selvstændighed af Byzans.
Da freden var genskabt blev der afholdt en stor cerimoniel procession den 12. april 1159 ved hærens triumfale indmarch i byen, hvor Manuel red gennem gaderne på hesteryg mens fyrsten af Antiokia og Kongen af Jerusalem fulgte bagefter til fods. Manuel sørgede for retfærdighed for borgerne og overværede spil og turneringer for mængden. I maj indledte han et fremstød mod Edessa i spidsen af en forenet kristen hær, men han opgav felttoget, da han sikrede sig frigivelse af 6.000 kristne fanger fra Nur ad-Din, herskeren i Syrien. Fangerne var blevet taget i forskellige slag siden det 2. korstog. Trods den vellykkede afslutning på ekspeditionen hævdes det af moderne forskere, at Manuel opnåede langt mindre end han havde håbet på med hensyn til at genskabe kejserdømmet.c[›]
Tilfreds med sin indsats indtil nu vendte Manuel tilbage til Konstantinopel. På tilbagevejen blev hæren overrasket af tyrkerne, mens den marcherede. Trods det vandt den en fuldstændig sejr, slog fjenden på flugt og tilføjede den store tab. Det følgende år drev han tyrkerne ud af Isauria i Anatolien.

## Felttoget i Italien

### Roger 2. af Sicilien
I 1147 stod Manuel overfor krig med Roger 2. af Sicilien, hvis flåde havde erobret den byzantinske ø Corfu og plyndret Theben og Korinth. Men selv om han blev distraheret af et Kiptsjakerangreb på Balkan, indgik Manuel i 1148 en alliance med Konrad og Republikken Venedig, som hurtigt besejrede Roger med deres stærke flåde. I 1149 genvandt Manuel Corfu og forberedte sig på at gå i offensiven mod normannerne, mens Roger 2. sendte Georg af Antiokia afsted med en flåde på 40 skibe for at plyndre Konstantinopels forstæder. Manuel havde allerede aftalt med Konrad at de i fællesskab skulle invadere og dele Syditalien og Sicilien. Fornyelsen af den tyske alliance vedblev med at være Manuels vigtigste udenrigspolitiske mål i resten af hans levetid, selv om de to kejserriger efterhånden fik forskellige interesser efter Konrads død.
Roger 2. døde i februar 1154 og blev efterfulgt af Vilhelm 1.. Dette i sammenhæng med omfattende oprør mod den nye konges styre på Sicilien og i Apulien, ankomsten af apuliske flygtninge til det byzantinske hof og at Frederik Barbarossa (Konrads efterfølger) ikke havde grebet ind mod normannerne opmuntrede Manuel til at drage fordel af de mange konflikter på den italienske halvø. Han sendte Michael Palaiologos og John Doukas, som begge havde den højtstående rang sebastos afsted med byzantinske tropper, 10 skibe og store mængder guld for at invadere Apulien (1155). De to generaler havde ordre til at sikre sig Frederik Barbarossas støtte, da han var fjende af normannerne på Sicilien og på dette tidspunkt befandt sig syd for Alperne, men han afslog fordi hans demoraliserede hær længtes efter at vendte tilbage til nord for Alperne så hurtigt som muligt.b[›] Trods det opnåede ekspeditionen forbløffende hurtige fremskridt med hjælp fra utilfredse lokale baroner, heriblandt grev Robert af Loritello, og hele Syditalien gjorde oprør mod den sicilianske krone og den uprøvede Vilhelm 1. Der fulgte en række af spektakulære sejre da talrige fæstninger overgav sig enten ved våbenmagt eller for guld.

### Alliance mellem paven og Byzans
Byen Bari, som havde være hovedstad i det byzantinske katapanat i Syditalien indtil normannerne ankom, åbnede sine porte for kejserens hær, og ellevilde borgere rev det normanniske citadel ned. Efter Baris fald blev byerne Trani, Giovinazzo, Andria, Taranto og Brindisi også erobret. Kong Vilhelm lå syg på Sicilien, og der gik vedholdende rygter om at han var død. Vilhelms vicekonge i Capua og Apulien, Asclettin, fik samlet en hær med 2.000 riddere, men da de nåede frem til Andria, blev de besejret.
Opmuntret af sine sejre drømte Manuel om genrejsning af Romerriget på bekostning af en forening af den ortodokse og den Romerskkatolske kirke, en mulighed, som ofte blev luftet overfor paven under forhandlinger og planer om en alliance. Hvis der nogensinde skulle komme en mulighed for at genforene den østlige og den vestlige kirke og opnås en permanent udsoning med paven, så var dette formentlig det mest gunstige tidspunkt. Paven var aldrig på god fod med normannerne, undtagen når Kirkestaten var truet af direkte militær indgriben nordfra. At have det "civiliserede" Østromerske Kejserdømme ved sin sydgrænse var langt at foretrække for paven frem for hele tiden at være beskæftiget med de besværlige normanner på Sicilien. Det var i pave Hadrian 4.'s interesse at nå en aftale, hvis det lod sig gøre, da det i høj grad ville styrke hans egen indflydelse over hele den ortodokse kristne befolkning. Manuel tilbød paven en stor sum penge til udrustning af tropper, og til gengæld for at paven gav den byzantinske kejser herredømmet over tre havnebyer ville han få hjælp til at fjerne Vilhelm fra Sicilien. Manuel lovede også at betale 5.000 pund guld til paven og Kurien.
Forhandlinger blev gennemført i en fart og en alliance blev indgået mellem Manuel og Hadrian.
Det var på dette tidspunkt, netop som krigen syntes afgjort til Manuels fordel, at det begyndte at gå galt for ham. Den byzantinske general Michael Palaiologos havde ophidset de byzantinske allierede med sin holdning, og det havde fået felttoget til at gå i stå, da grev Robert 3. af Loritello nægtede at tale med ham. Selv om de to blev forligt, havde felttoget mistet noget af sin fremdrift: Michael døde i Bari efter en kort sygdomsperiode, og tabet af ham var et alvorligt slag mod felttoget. Kong Vilhelm var derimod blevet rask igen, og i april 1156 gik han med en stor hær i land i Calabrien og marcherede mod nord. Vendepunktet kom med slaget om Brindisi, hvor sicilianerne indledte et stort modangreb, både til lands og til vands. Da fjenden nærmede sig krævede lejesoldaterne, som var blev hvervet med Manuels guld, højere sold. Da det blev afvist, deserterede de. Selv de lokale baroner begyndte at forsvinde, og snart stod John Doukas tilbage i håbløst undertal. At Alexios Komnenos Bryennios ankom med nogle skibe, rettede ikke på nogen måde op på situationen.d[›] Søslaget blev vundet af sicilianerne mens John Doukas og Alexios Bryennios (sammen med fire byzantinske skibe) blev taget til fange. Manuel sendte derefter Alexios Axouch til Ancona for at opstille en ny hær, men da havde Vilhelm allerede sikret sig alle de byzantinske erobringer i Apulien. Nederlaget ved Brindisi betød afslutningen på det genopstandne byzantinske styre i Italien. I 1158 forlod den byzantinske hær Italien, og vendte aldrig tilbage. Både Nicetas Choniates og Kinnamos, de vigtigste byzantinske historikere i denne periode er imidlertid enige om, at de fredsbetingelser, som Axouch opnåede med Vilhelm gav Manuel mulighed for at komme ud af krigen med værdigheden i behold, trods et ødelæggende angreb fra en siciliansk flåde på 164 skibe (med 10.000 mand) mod Euboea og Almira i 1156.

### Kirkeunionen slår fejl
Under felttoget i Italien og senere under kampen mellem paven og Frederik forsøgte Manuel at besnære paven med antydninger om en mulig forening af den østlige og den vestlige kristne kirke. Selv om pave Hadrian i 1155 havde udtrykt sin iver efter at igangsætte genforeningen af de den katolske og den ortodokse kirke,e[›] stod håbet om en varig alliance mellem paven og Byzans overfor uoverstigelige problemer. Pave Hadrian 4. og hans efterfølgere krævede anerkendelse af deres religiøse myndighed over alle kristne i hele verden, og ønskede at de selv skulle have overherredømme over den byzantinske kejser, de ønskede ikke at gå fra afhængighed af en kejser til en anden. Manuel derimod ønskede officiel anerkendelse af hans verdslige myndighed i både øst og vest. Disse betingelser ville ingen af siderne gå ind på. Selv om en pro-vestlig kejser som Manuel gik ind på det, ville de græske indbyggere i det østromerske rige uden videre have forkastet enhver union af denne type, som de gjorde det næsten tre hundrede år senere, da den ortodokse og den katolske kirke i en kort periode var forenet under paven. På trods af hans venskabelighed overfor den romerske kirke og hans høflige forbindelser med paverne, blev Manuel aldrig udmærket med titlen Augustus af paverne. Og selv om han to gange (i 1167 og 1169) sendte en ambassadør til Pave Alexander 3. med tilbud om at genforene den græske og den romerske kirke, blev det afvist af den sidste, under henvisning til de problemer, som en sådan union ville medføre. En aftale viste sig umulig at opnå, og de to kirker er forblevet delt.
Slutresultaterne af felttoget i Italien var begrænsede, når man ser på de fordele som riget opnåede. Byen Ancona blev en byzantinsk base i Italien, og anerkendte kejseren som sin hersker. Normannerne på Sicilien var blevet skadet, og indgik nu en aftale med kejseren, som sikrede fred i resten af Manuels levetid. Kejserrigets evne til at blande sig i italienske forhold var blevet dokumenteret. Men i betragtning af de enorme mængder guld, som var blevet investeret i projektet, viste det også begrænsningerne i hvad penge og diplomati kunne udrette alene. Udgiften til Manuels involvering i Italien må have kostet skatkammeret store summer (formentlig over 2.160.000 hyperpyra eller 30.000 pund guld), og trods det afstedkom det kun få håndfaste resultater.

### Den byzantinske politik i Italien efter 1158
Under de ændrede omstændigheder ændrede den byzantinske politik overfor Italien sig efter 1158. Manuel besluttede sig til at imødegå hohenstaufernes forsøg på at underlægge sig Italien. Da der udbrød krig mellem Frederik og de norditalienske byer, støttede Manuel aktivt den lombardiske liga med penge, Murene omkring Milano, som var blevet ødelagt af tyskerne, blev genopbygget med hjælp fra den byzantinske kejser. Frederiks nederlag i slaget ved Legnano, den 29. maj 1176 styrkede tilsyneladende Manuels position i Italien. Ifølge Kinnamos gik Cremona, Pavia og en række andre liguriske byer over til Manuel, og hans forhold var specielt godt overfor Genova og Pisa, men ikke overfor Venedig. I marts 1171 Manuel kom det til et pludseligt brud med Venedig, og Manuel beordrede samtlige 20.000 venitianere i kejserriget arresteret eller deres ejendom konfiskeret. Venetianerne blev rasende, og sendte end flåde på 120 skibe mod Byzans. Den blev imidlertid ramt af en sygdomsepidemi og forfulgt af 150 byzantinske skibe og måtte vende om med uforrettet sag.  Formentlig blev det gode forhold mellem Byzans og Venedig ikke genskabt i Manuels levetid.

## Balkangrænsen
I det nordlige grænseområde gjorde Manuel en stor indsats for at fastholde de erobringer, som Basilios 2. havde gjort over hundrede år tidligere og havde fastholdt, sommetider spinkelt, lige siden. På grund af distraktioner fra hans naboer på Balkanhalvøen, blev Manuel afholdt fra at forfølge sit hovedmål - underkastelsen af normannerne på Sicilien. Forholdet til serberne og ungarerne havde været godt siden 1129, så den serbiske opstand kom som et chok. Serberne i Rascia, var blevet opildnet af Roger 2. af Sicilien og invaderede byzantinsk område i 1149.
Manuel tvang de oprørske serbere og deres leder Uroš II til at underkaste sig (1150–1152). Derpå gennemførte han gentagne angreb på ungarerne med henblik på at erobre deres område langs Sava. I krigene i 1151–1153 og 1163–1168 førte Manuel sine tropper ind i Ungarn og et opsigtsvækkende angreb langt ind i fjendtligt område gav et betydeligt krigsbytte. I 1167 sendte Manuel 15.000 mand under kommando af Andronikos Kontostephanos mod ungarerne. Kontostephanos vandt en afgørende sejr i slaget ved Sirmium som gjorde det muligt for det byzantinske rige at indgå en meget fordelagtig fredsaftale med Kongeriget Ungarn hvori Srem, Bosnien og Dalmatien blev afstået. Fra 1168 var næsten hele østkysten af Adriaterhavet på Manuels hænder.
Der blev også gjort forsøg på en diplomatisk annektering af Ungarn. Den ungarske arveprins Béla, som var ungarske konges yngre bror, blev sendt til Konstantinopel for at blive undervist ved Manuels hof, og han havde planer om at ynglingen skulle ægte hans datter, Maria Komnene, og gøre ham til sin arving, hvorved han sikrede en union mellem Ungarn og Byzans. Ved belas hof antog Béla navnet Alexius og fik titel af despot som tidligere havde været forbeholdt kejseren; men to uforudsete dynastiske hændelse ændrede situationen drastisk. I 1169 fødte Manuels unge hustru en søn, hvorved Béla ikke længere var arving til den byzantinske trone (alligevel ville Manuel ikke opgive de kroatiske områder, som han havde taget fra Ungarn). Derpå døde den ungarske kong Stephan barnløs i 1172, og Béla vendte hjem for at overtage tronen. Inden han forlod Konstantinopel svor han en dyr ed overfor Manuel om at han altid ville "huske på den romerske kejsers interesser". Béla 3. holdt sit ord: så længe Manuel fortsat levede gjorde han ingen forsøg på at genvinde sin kroatiske arv, som han først senere genforenede med Ungarn.

## Forholdet til Rusland
Manuel Komnenos forsøgte at inddrage de russiske fyrstedømmer i sit diplomatiske net rettet mod Ungarn, og i mindre grad det normanniske Sicilien. Dette splittede de russiske fyrster i pro- og anti-byzantinske lejre. I slutningen af 1140'erne var der tre fyrster som kæmpede om forrangen i Rusland: prins Iziaslav 2. af Kiev var i familie med Géza 2. af Ungarn og var fjendtlig stemt overfor Byzans; fyrst Yuri Dolgoruki af Suzdal var Manuel's allierede (symmachos) og Vladimirko af Galicien beskrives som Manuel's vasal (hypospondos). Galicien lå i ved Ungarns nordlige og nordøstlige grænse og var derfor af stort strategisk betydning i konflikterne mellem Ungarn og Byzans. Efter at både Iziaslav og Vladimirko døde, ændrede situationen sig da Yuri af Suzdal, Manuels allierede, overtog Kiev og Yaroslav, den nye hersker i Galicien, valgte en pro-ungarsk politik.
I 1164-1165 undslap Manuels fætter Andronikos, den senere kejser, fra fangenskab i Byzans, og flygtede til Yaroslavs hof i Galicien. Denne situation, som indeholdt den alarmerende mulighed at Andronikos ville forsøge at overtage Manuels trone med støtte fra både Galicien og Ungarn fik byzantinerne til at udfolde en hidtil uset diplomatisk aktivitet. Manuel benådede Andronikos og overtalte ham til at vende tilbage til Konstantinopel (1165). En diplomatisk mission til Kiev, som nu blev regeret af fyrst Rostislav, afstedkom en fordelagtig traktat og et løfte om at levere hjælpetropper til kejserriget. Yaroslav af Galicien blev også overtalt til at opgive sine forbindelser med Ungarn og vende tilbage til kejserrigets fold. Helt frem til år 1200 ydede fyrsterne i Galicien uvurderlige tjenester mod kejserrigets fjender - som på dette tidspunkt var kumanerne.
Genoprettelsen af forholdet til Galicien havde en umiddelbar fordel for Manuel da han i 1166 sendte hære afsted for at angribe de østlige provinser af Ungarn i en stor knibtangsmanøvre. En hær krydsede den valakiske slette og trængte ind i Ungarn gennem de Transsylvanske Alper (Sydlige karpater) mens en anden hær foretog en bred omgående bevægelse til Galicien og krydsede Karpaterne med galicisk hjælp. Da ungarerne havde hovedparten af deres styrker placeret ved grænserne ved Sirmium og Beograd blev de overrasket af den byzantinske invasion og de ungarske provins Transsylvanien blev grundigt hærget af de byzantinske hære.

## Invasionen af Ægypten

### Alliance med kongeriget Jerusalem
Kontrol over Ægypten var en årtier gammel drøm for korsfarernes kongerige Jerusalem, og kong Amalric 1. af Jerusalem havde brug for al den militære og økonomiske støtte han kunne få for at gennemføre sin politik om militær intervention i Ægypten. Amalric var også klar over, at hvis han skulle forfølge sine militære mål i Ægypten kunne han blive tvunget til at overlade Antiokia til Manuel, som havde betalt 100.000 dinarer for frigivelsen af Bohemond 3. af Antiokia. I 1165 sendte han udsendinge til det byzantinske hof for at forhandle en ægteskabsalliance (Manuel havde allerede giftet sig med Amalrics kosine Maria af Antiokia i 1161).
Et en lang venten på to år, giftede Amalric sig med Manuels grandniece Maria Komnene i 1167, og "svor alt hvad hans bror Baldwin havde svoret tidligere."f[›] En formal alliance blev forhandlet på plads i 1168, hvorved de to herskere tilrettelagde en erobring og deling af Ægypten hvor Manuel skulle have kystområdet mens Amalric skulle have landets indre. I efteråret 1169 sendte Manuel sammen med Amalric en ekspedition til Ægypten: en byzantinsk arme og en flådestyrke på 20 store krigsskibe, 150 galejer og 60 transportskibe under kommando af megas doux Andronikos Kontostephanos som sluttede sig til Amalric i Askalon. William af Tyrus, som forhandlede alliancen på plads, var især imponeret af de store transportskibe, som blev brugt til transport af hærens kavaleri.
Selv om et angreb så langt fra rigets centrum kan synes overraskende (sidste gang riget havde forsøgt noget i dette omfang var ved den fejlslagne invasion af Sicilien over 120 år tidligere), kan det forklares ud fra Manuels udenrigspolitik, som gik ud på at anvende latinerne til at sikre rigets overlevelse. Dette fokus på det store billede i det østlige Middelhav og endda længere borte, fik Manuel til at gribe ind i Ægypten: det mentes, at i den større sammenhæng i form af kampen mellem korsfæsterstaterne og de islamiske lande i øst, ville kontrol over Ægypten være den afgørende faktor. Det var blevet tydeligt, at det skrantende Fatimid kalifat i Ægypten holdt nøglen til korsfarerstaternes skæbne. Hvis Ægypten kom ud af sin isolation, og sluttede sig til muslimerne under Nur ad-Din, ville korsfarerne være i store vanskeligheder.
En vellykket invasion af Ægypten ville have flere yderligere fordele for det byzantinske rige. Ægypten var en rig provins, og i Romertiden havde det leveret en stor del af kornet til Konstantinopel, indtil det gik tabt til araberne i det 7. århundrede. De indtægter det byzantinske rige kunne have opnået ved at erobre Ægypten ville have været betydelige, selv om de skulle deles med korsfarerne. Hertil kommer, at Manuel kan have ønsket at opmuntre Amalrics planer, ikke kun for at lede latinernes ambitioner væk fra Antiokia, men også for at skabe nye muligheder for fælles militære projekter, som ville betyde, at kongen af Jerusalem var i gæld til ham, men også betyde at det byzantinske rige fik del i territoriale erobringer.

### Ekspeditionen slår fejl
Manuels og Amalrics forenede styrker belejrede Damietta den 27. oktober 1169, men belejringen lykkedes ikke som følge af at byzantinerne og korsfarerne ikke forstod at samarbejde fuldt ud. Ifølge de byzantinske styrker trak Amalric operationen i langdrag indtil de kejserlige troppers forsyninger slap op og særligt blev ramt af hungersnød, fordi han ikke ønskede at dele sejrens frugter. Amalric startede herefter et angreb, som han straks afbrød idet han forhandlede en våbenhvile med forsvarerne. På den anden side bemærkede William af Tyrus, at grækerne ikke helt var uden skyld. Uanset hvad der var sandt, så vendte den byzantinske hær og flåde hjem da regntiden begyndte, om end halvdelen af den byzantinske flåde gik tabt under en pludseligt opstået storm.
På trods af det dårlige forhold, som opstod ved Damietta, nægtede Amalric stadig at opgive sin drøm om at erobre Ægypten, og han fortsatte med at prøve at holde gode forbindelser til byzantinerne i håb om et nyt fælles angreb, som dog aldrig blev til noget. I 1171 rejste Amalric personligt til Konstantinopel efter at Ægypten var blevet erobret af Saladin. Manuel kunne således arrangere en storslået ceremoniel modtagelse, som både beærede Amalric og samtidig understregede hans afhængighed: i resten af Amalrics regeringstid var Jerusalem en byzantinsk lydstat, og Manuel kunne optræde som beskytter af de hellige steder og udøve en stadig større indflydelse i kongeriget Jerusalem. I 1177 sendte Manuel en flåde på 150 skibe afsted for at invadere Ægypten, men den vendte om efter at være nået til Akko på grund af at grev Filip af Flandern og mange andre betydningsfulde adelige i kongeriget Jerusalem nægtede at hjælpe.

## Kilij Arslan 2. og seldsjukkerne
Mellem 1158–1161 førte en række byzantinske felttog mod seldsjukkerne fra Sultanatet Rûm til en traktat, som var fordelagtig for riget. Ifølge aftalen skulle visse grænseområder, herunder byen Sivas, overdrages til Manuel til gengæld for en sum penge. Men det kom til at stå klart, at seldsjukkerne ikke havde til hensigt at opfylde deres del af aftalen og Manuel besluttede derfor at det var på tide at gøre op med tyrkerne en gang for alle. Han samlede derfor hele rigets hær og marcherede mod den seldsjukkiske hovedstad, Iconium (Konya). Manuels strategi gik ud på at forberede de fremskudte baser i Dorylaeum og Sublaeum og derpå bruge dem til at angribe Iconium så hurtigt som muligt.
Men Manuels hær på 35.000 mand var stor og uhåndterlig, ifølge et brev, som Manuel sendte til kong Henrik 2. af England, var kolonnen 16 km lang. Manuel marcherede mod Iconium via Laodicea, Chonae, Lampe, Celaenae, Choma og Antiokia i Pisidia. Lige før indgangen til passet ved Myriokephalon blev Manuel mødt af tyrkiske ambassadører, som tilbød fred på fordelagtige vilkår. De fleste af Manuels generaler og erfarne hoffolk tilrådede ham at acceptere tilbuddet, men de yngre og mere medlemmer af hoffet tilskyndede Manuel til at angribe. Han fulgte deres råd og fortsatte fremrykningen.
Manuel begik nogle alvorlige taktiske fejl, såsom at undlade en grundig rekognoscering af ruten foran sig. Disse fejl fik ham til at lede sin styrker direkte ind i et klassisk baghold. Den 17. september 1176 blev Manuel afgørende slået af Kilij Arslan 2. i slaget ved Myriokephalon (i højlandet nær Tzibritze passet), hvor hans hær blev angrebet mens den marcherede gennem det snævre bjergpas. Byzantinerne var for spredt og blev omringet. Hærens belejringsudstyr blev hurtigt ødelagt, og Manuel blev tvunget til at trække sig tilbage – og uden belejringsmaskiner var det umuligt at erobre Iconium. Ifølge byzantinske kilder tabte Manuel fatningen både under og efter slaget og svingede mellem selvforherlighedelse og selvfornedrelse og ifølge William af Tyrus blev han aldrig den samme igen.
Betingelserne under hvilke den seldsjukkiske sultan Kilij Arslan 2. tillod Manuel og hans hær at trække sig tilbage var, at han skulle fjerne sine forter og hære langs grænsen ved Dorylaeum og Sublaeum. Men da sultanen allerede havde undladt at holde sin del af den tidligere traktat fra 1162, beordrede Manuel kun at befæstningen af Sublaeum skulle fjernes, ikke dem ved Dorylaeum. Alligevel var nederlaget ved Myriokephalon en pinlig sag for både Manuel personligt og for hans rige. Komnenoskejserne havde arbejdet hårdt siden slaget ved Manzikert, 105 år tidligere, på at genoprette rigets prestige, men på grund af hans overmod havde Manuel vist for alverden, at Byzans stadig ikke kunne besejre seldjukkerne på trods af de fremskridt, som var sket i det forløbne århundrede. I den vestlige opfattelse reducerede Myriokephalon Manuel til en mere ydmyg størrelse: han blev ikke længere set som romersk kejser, men som græsk konge.
Nederlaget ved Myriokephalon er ofte blevet fremstillet som en katastrofe hvor hele den byzantinske hær blev ødelagt. Manuel selv sammenlignede nederlaget med Manzikert. Det forekom ham, at det byzantinske nederlag ved Myriokephalon fuldendte ødelæggelsen ved Manzikert. I realiteten var det nok et nederlag, men ikke alt for dyrt, og det ødelagde ikke den byzantinske hær i væsentlig grad. Hovedparten af tabene blev lidt af den højre fløj, som hovedsagelig bestod af allierede tropper under kommando af Baldwin af Antiokia, og af trænet, som var det vigtigste mål for det seldsjukkiske angreb. De begrænsede tab på de egentlige byzantinske tropper blev hurtigt erstattet og det følgende år besejrede Manuels styrker en styrke "udvalgte tyrker". John Komnenos Vatatzes, som var udsendt af kejseren for at afvise den tyrkiske invasion, medbragte ikke alene tropper fra hovedstaden, men kunne også samle en hær undervejs, hvilket gjorde det muligt for ham at vinde en sejr over tyrkerne i slaget ved Hyelion og Leimocheir - et tegn på at den byzantinske hær stadig var stærk og at det defensive program i det vestlige Lilleasien stadig fungerede. Efter sejren ved Meander rykkede Manuel selv frem med en lille hær for at drive tyrkerne ud af Panasium, syd for Cotyaeum. men i 1178 trak en byzantinsk hær sig tilbage efter at være stød på en tyrkisk styrke ved Charax, hvilket gav tyrkerne mulighed for at erobre meget kvæg. Byen Claudiopolis i Bithynia blev belejret af tyrkerne i 1179, hvilket tvang Manuel til at undsætte byen med en lille kavaleristyrke og selv så sent som i 1180 lykkedes det byzantinerne at sejre over tyrkerne.
Den vedvarende krigsførelse havde imidlertid en alvorlig effekt på Manuels vitalitet. Hans helbred forringedes, og i 1180 bukkede han under af en langsom feber. Ligesom ved Manzikert begyndte magtbalancen mellem de to magter gradvis at skifte. Manuel angreb aldrig senere tyrkerne og efter hans død begyndte de at trænge længere og længere vest på, ind i byzantinsk område.

## Trosmæssige kontroverser (1156–1180)
Under Manuels regeringstid var der tre større teologiske kontroverser. I 1156–1157 blev spørgsmålet rejst, om Kristus havde givet sig selv som et offer for al verdens synd til Faderen og Helligånden eller om ofret også var til Sønnen, dvs. til sig selv. Til sidst vedtog et synode, som blev afholdt i Konstantinopel i 1157 et kompromis om at Ordet gjorde det tilbudte kød til et dobbelt offer til Treenigheden, trods modstand fra den nyvalgte patriark af Antiokia Soterichus Panteugenus.
10 år senere opstod der en kontrovers om hvorvidt Kristus udsagn "Min Far er større end jeg" henviste til hans guddommelige, hans menneskelige eller kombinationen af hans guddommelige og menneskelige natur. Demetrius fra Lampe, en byzantinsk diplomat, som nyligt var vendt tilbage fra Vesten, gjorde grin med den måde hvorpå verset blevet fortolket der, nemlig at Jesus var Faderen underlegen i menneskelighed, men ligeværdig i guddommelighed. Manuel derimod, måske med tanke på projektet om forening af den katolske og den ortodokse kirke, mente at formuleringen gav mening, og stod fast overfor et flertal på en synode, som samledes den 2. marts 1166 for at afgøre spørgsmålet, og hvor han blev støttet af patriarken Lukas Chrysoberges og den senere patriark Michael 3. De som nægtede at underkaste sig synodens beslutninger fik deres ejendom konfiskeret og blev sendt i eksil.g[›] Den politiske dimension af denne kontrovers ses tydeligt af det faktum, at en ledende afviger fra kejserens doktrin var hans nevø Alexios Kontostephanos.
En tredje kontrovers opstod i 1180 da Manuel gjorde indvending mod formuleringen af hellig afsværgelse, som blev afkrævet af muslimske konvertitter.
En af de mere iøjnefaldende bandlysninger i denne ed var rettet mod den guddom, som blev tilbedt af Muhammad og hans trosfæller:
 Og for alverden bandlyser jeg Muhammads gud om hvem han [Muhammad] siger: "Han alene er Gud, Gud skabt af solidt, udhamret metal. Han avler ikke og er ikke avlet, og ingen er hans lige."

Kejseren beordrede denne bandlysning fjernet fra kirkens kateketiske tekster, et skridt som afstedkom indædt modstand fra både patriark og biskopper.

## Ridderfortællinger
Manuel er repræsentant for en ny slags østromersk hersker, som var påvirket af sin kontakt med de vestlige korsfarere. Han arrangerede turneringer, og deltog endda selv i dem, et usædvanligt og foruroligende skue for byzantinerne. Udstyret med en god fysik blev Manuel genstand for overdrivelser i samtidige byzantinske kilder, hvor han fremstilles som en mand med stort personligt mod. Ifølge historien om hans bedrifter, som virker som en model for eller en kopi af ridderfortællingerne, var hans styrke og våbenduelighed af en sådan karat, at Raymond af Antiokia ikke kunne føre hans lanse og skjold. Under en berømt turnering siges han at have deltaget på en fyrig ganger og have besejret to af de stærkeste italienske riddere. Det siges, at han på een dag egenhændigt dræbte fyrre tyrkere, og under et slag mod ungarerne siges det, at han greb en fane og var den første, og næsten eneste, som passerede en bro, som adskilte hans hær fra fjendens. Ved en anden lejlighed siges det, at han slog sig vej gennem en eskadron af 500 tyrkere uden at blive såret. Han havde tidligere lagt et baghold i en skov, og var kun ledsaget af sin bror og Axouch.

## Familie
Manuel havde to koner. Hans første ægteskab blev indgået i 1146 med Bertha af Sulzbach, en svigerinde til Konrad 3. af Franken. Hun døde i 1159. Børn:
1. Maria Komnene (1152–1182), gift med Renier af Montferrat.
2. Anna Komnene (1154–1158).[72]

Manuel's andet ægteskab var med Maria af Antiokia (kaldet Xene), en datter af Raymond og Constance af Antiokia, i 1161. I dette ægteskab fik han en søn:
1. Alexios 2., som efterfulgte ham som kejser i 1180.[73]

Manuel havde adskillige uægte børn:
Med Theodora Vatatzina:
1. Alexios Komnenos (født i begyndelsen af 1160-erne), som blev anerkendt som kejserens søn og fik titlen sebastokrator. Han var en kort tid gift med Eirene Komnene, illegitim datter af Andronikos, i 1183–1184, og blev derefter blindet af sin svigerfar. Han levede mindst indtil 1191 og var kendt personligt af Choniates.[74]

Med Maria Taronitissa, som var gift med protovestiarios John Komnenos, hvis ægtefødte børn blandt andet omfattede Maria Komnene, dronning af Jerusalem:
1. Alexios Komnenos, en pinkernes ("mundskænk"), som flygtede fra Konstantinopel i 1184 og var galionsfigur ved den normanniske invasion og belejring af Thessaloniki i 1185.

Med andre:
1. En datter hvis navn ikke kendes. Hun blev født omkring 1150 og blev gift med Theodore Maurozomes inden 1170. Hendes søn var Manuel Maurozomes, og nogle af hendes efterkommerere regerede Sultanatet Rûm.[75]
2. En datter hvis navn ikke kendes, som blev født omkring 1155. Hun var mormor til forfatteren Demetrios Tornikes.[76]

## Vurderinger

### Udenrigs- og militære forhold
Som ung mand havde Manuel været fast besluttet på at genskabe det byzantinske riges førende stilling i Middelhavet ved våbenmagt. Da han døde i 1180, var der gået 37 år siden den mindeværdige dag i 1143 hvor hans far havde udråbt ham til kejser midt i Ciliciens vildnis. I denne periode havde han været i krig med sine naboer i alle verdenshjørner. Manuels far og bedstefar havde arbejdet tålmodigt på at afbøde den skade som var sket i og efter slaget ved Manzikert. Takket være deres indsats arvede Manuel et rige, som var stærkere og bedre organiseret end det havde været i hundrede år. Mens det står klart, at Manuel udnyttede disse aktiver fuldt ud, er det mindre klart om han forøgede dem, og det er tvivlsomt om han brugte dem bedst muligt.
Manuel havde vist sig at være en energisk kejser, som må muligheder overalt, og hvis optimistiske livssyn havde formet hans tilgang til udenrigspolitik, men på trods af hans militære dygtighed opnåede Manuel kun lidt af sit mål om at genskabe det byzantinske rige. Set i bakspejlet har nogle kommentatorer kritiseret nogle af Manuels mål for at være urealistiske, især ekspeditionerne til Egypten fremhæves som beviser på utopiske drømme. Hans største felttog, den store ekspedition mod det tyrkiske sultanat i Iconium, endte med et ydmygende nederlag og hans største diplomatiske indsats brød tilsyneladende sammen da pave Alexander 3. blev forsonet med den tyske kejser Frederik Barbarossa ved Freden i Venedig. Historikeren Mark C. Bartusis hævder, at Manuel (og også hans far) forsøgte at genopbygge en national hær, men hans reformer var utilstrækkelige set i forhold til både hans ambitioner og behov. Nederlaget ved Myriokephalon understregede den grundlæggende svaghed i hans politik. Ifølge Edward Gibbon var Manuels sejre ikke af en karakter, som førte til en varig erobring.
Blandt hans rådgivere om vestlige kirkeforhold var den lærde fra Pisa Hugh Eteriano.

### Indre anliggender
Choniates kritiserede Manuel for at hæve skatterne og pegede på Manuels regeringstid som en periode med udskejelser. Ifølge Choniates blev de således indkrævede penge ødslet bort på borgernes bekostning. Uanset om man læser græske, latinske eller orientalske kilder er indtrykket i overensstemmelse med Choniates' beskrivelse af en kejser som brugte ødselt på alle mulige måder, og sjældent sparede på et område for at udvikle et andet.
Manuel sparede ikke på hæren, flåden, diplomatiet, ceremoniellet, slotsbyggeriet, kongefamilien og andre som søgte støtte. En betydelig del af disse udgifter var rene tab for riget, såsom subsidierne der flød ind i Italien og Korsfarerstaterne og de summer der blev brugt på de fejlslagne ekspeditioner i 1155–1156, 1169 og 1176.
De problemer dette skabte blev til en vis grad opvejet af hans successer, især på Balkan. Manuel udvidede rigets grænser på Balkan og sikrede sikkerheden i hele Grækenland og Bulgarien. Havde han haft mere held med alle hans handlinger ville han have haft kontrol over ikke kun det mest produktive landbrugsområde i det østlige Middelhavsområde, og også alle handelsfaciliteterne i området. Selv hvis han ikke havde nået sine ambitiøse mål, bragte hans krige mod Ungarn ham kontrol over den dalmatiske kyst, det rige landbrugsområde Sirmium og handelsruten vis Donau fra Ungarn til Sortehavet. Hans balkanekspeditioner siges at have givet stort bytte i form af slaver og kvæg Kinnamos var imponeret over den mængde våben der blev taget fra de døde ungarere efter slaget i 1167. Og selv om Manuels krige mod tyrkerne formentlig gav et nettotab tog hans hærførere husdyr og fanger ved mindst to lejligheder.
Dette betød, at de vestlige provinser oplevede en økonomisk blomstring, som var begyndt under hans bedstefar Alexios 1. men som fortsatte til århundredets slutning. Det er godt nok blev hævdet at Byzans i det 12. århundrede var rigere og mere velstående end på noget tidspunkt siden den persiske invasion mens Herakleios regerede, omkring 500 år tidligere. Der er gode beviser fra denne periode på nybyggeri, af nye kirker selv i fjerne områder tyder stærkt på at velstanden var udbredt. Handelen blomstrede også. Det er blevet beregnet af befolkningstallet i Konstantinopel, rigets største handelscentrum, under Manuels regeringstid var på mellem ½-1 million, hvilket gjorde byen til langt den største i Europa. En vigtig kilde til Manuels rigdom var kommerkion, en told som blev lagt på al import til og eksport fra Konstantinopel. Det siges at Kommerkion udgjorde 20.000 hyperpyra pr. dag.
Desuden voksede den byzantinske hovedstad. Konstantinopels karakter af storby blev forstærket af at der kom italienske købmænd og korsfarere på vej til det hellige land, Venetianerne, genoeserne og andre åbnede havnene i det Ægæiske hav for handel og transporterede varer fra Korsridderstaterne Outremer og Ægypten til vesten og handlede med Byzans via Konstantinopel. Disse søfarende købmænd stimulerede efterspørgslen i byerne i Grækenland, Makedonien og de græske øer hvilket skabte nye kilder til rigdom i en overvejende
landbrugsorienteret økonomi. Thessaloniki, den næststørste by i riget, dannede rammen om et berømt sommermarked som tiltrak købmænd fra hele Balkan og endda længere væk til dens bugnende markedsboder. I Korinth blev økonomien drevet frem af en blomstrende silkeproduktion. Alt dette er vidnesbyrd om den komnemniske kejseres succes med at sikre en Pax Byzantina i disse centrale områder.

### Eftermæle
For retorerne ved hans hof var Manuel den "guddommelige kejser". En generation efter hans død omtalte Choniates ham som "den mest velsignede blandt kejsere" og et århundrede senere beskrev John Stavrakios ham som "stor i gode gerninger". John Phokas, en soldat som kæmpede i Manuels hær karakteriserede ham nogle år senere som verdens redder og glorværdig kejser. I Frankrig, Italien og Korsfarerstaterne blev Manuel husket som den mægtigste hersker i verden. En analytiker fra Genoa bemærkede at ved bortgangen af "Den guddommelige herre Manuel, den mest veldignede kejser af Konstantinopel ... led hele kristendommen stort tab og skade". William af Tyre kaldte Manuel for "en klog og diskret fyrste af stor herlighed, værdig for pris på enhver måde", "en mand med en stor sjæl og uforlignelig energi", hvis "minde altid vil blive velsignet." Manuel blev også rost til skyerne af Robert de Clari som "en rigtig værdig mand, [...] og rigest blandt kristne til alle tider og den mest gavmilde."
Et tydelig tegn på den indflydelse, som Manuel havde på Korsridder staterne især kan stadig ses i Fødselskirken i Bethlehem. I 1160'erne blev midterskibet udsmykket med mosaikker som viste kirkerådene. Manuel var en af dem som betalte for arbejdet. På sydvæggen er der inskription på græsk som lyder: dette værk blev afsluttet af Ephraim, munk, maler og mosaikskaber, i regeringstiden for den store kejser Manuel Porphyrogennetos Komnenos og den store konge af Jerusalem, Amalric." At Manuels navn nævnes først var en symbolsk offentlig anerkendelse af Manuel overherredømme som leder af den kristne verden. Manuels rolle som protektor af de ortodokse kristne de hellige steder i almindelighed ses også af hans vellykkede forsøg på at sikre sig rettigheder i det hellige land. Manuel deltog i byggeriet og udsmykningen af mange basilicær og græske klostre i det hellige land, heriblandt Gravkirken i Jerusalem, hvor det som følge af hans indsats blev tilladt for de byzantinske præster at udføre græsk liturgi hver dag. Alt dette understøttede hans stilling som overherre for korsridderstaterne med hans overherredømme over Antiokia og Jerusalem sikret ved aftaler med Raynald, fyrsten af Antiokia og Amalric, kongen af Jerusalem. Manuel var også den sidste byzantinske kejser, som takket være sine militære og diplomatiske sejre på Balkan kunne kalde sig "hersker over Dalmatien, Bosnien, Kroatien, Serbien, Bulgarien og Ungarn".
Byzantium så imponerende ud da Manuel døde i 1180, efter netop at have fejret ægteskabet mellem hans søn Alexios 2. til kongen af Frankrigs datter. Takket være Alexios, Johannes og Manuels diplomati og krigsførelse var riget en stormagt, økonomisk velstående og sikker ved grænserne. Men der var også alvorlige problemer. Det byzantinske hof krævede en stærk leder for at holde det sammen og efter Manuels død blev stabiliteten alvorligt truet indefra. Nogle af rigets udenlandske fjender lurede på flankerne og ventede på en chance for at angribe, især tyrkerne i Anatolien, som det i sidste ende ikke var lykkedes Manuel at besejre, og normannerne på Sicilien, som allerede havde forsøgt at invadere riget ved flere lejligheder. Selv venetianerne, Byzans vigtigste allierede i vest, var på dårlig fod med riget ved Manuels død i 1180. I denne situation ville det have krævet en stærk kejser for at sikre riget mod de udenlandske trusler det nu stod overfor og for at genopbygge statens finanser. Men Manuels søn var endnu ikke voksen og hans upopulære formynderregering blev afsat ved et blodigt statskup. Denne problematiske arvefølge svækkede den dynastiske kontinuitet og solidariteten, som var blevet afgørende for den byzantinske stats styrke.

### Primære kilder
- Choniates, Nicetas: O City of Byzantium, Annals of Niketas Choniates. Trans. Harry J. Magoulias. Wayne State University Press, 1984.
- Cinammus, John: Deeds of John and Manuel Comnenus, trans. Charles M. Brand. Columbia University Press, 1976.
- Komnene (Comnena), Anna; Edgar Robert Ashton Sewter (1969). "XLVIII-The First Crusade". The Alexiad of Anna Comnena translated by Edgar Robert Ashton Sewter. Penguin Classics. ISBN 0-14-044215-4.
- Robert of Clari (c. 1208): Account of the Fourth Crusade Arkiveret 23. juni 2006 hos  Wayback Machine. (engelsk)
- William af Tyrus, Historia Rerum In Partibus Transmarinis Gestarum (En historie om gerninger begået hinsides havet), oversat til engelsk af E. A. Babock og A. C. Krey (Columbia University Press, 1943). Se den oprindelige tekst på Latin library.

### Sekundære kilder
- Abbé Guettée (1866). "Chapter VII". The Papacy: Its Historic Origin and Primitive Relations with the Eastern Churches. Arkiveret fra originalen 27. oktober 2009. Hentet 8. december 2014.
- Angold, Michael (1995). "Church and Politics under Manuel I Komnenos". Church and Society in Byzantium Under the Comneni, 1081–1261. Cambridge University Press. ISBN 0-521-26432-4.
- Angold, Michael (1997). The Byzantine Empire, 1025–1204. Longman. ISBN 0-582-29468-1.
- Birkenmeier, John W. (2002). "The Campaigns of Manuel I Komnenos". The Development of the Komnenian Army: 1081–1180. Brill Academic Publishers. ISBN 90-04-11710-5.
- Bradbury, Jim (2006). "Military events". The Routledge Companion to Medieval Warfare. Read Country Books. ISBN 1-84664-983-8.
- Brand, Charles M. (1989). "The Turkish Element in Byzantium, Eleventh-Twelfth Centuries". Dumbarton Oaks Papers. Dumbarton Oaks, Trustees for Harvard University. 43: 1-2. doi:10.2307/1291603. JSTOR 1291603.
- Brooke, Zachary Nugent (2004). "East and West:1155–1198". A History of Europe, from 911 to 1198. Routledge (UK). ISBN 0-415-22126-9.
- "Byzantium". Papyros-Larousse-Britannica (Volume XIII). 2006. ISBN 960-8322-84-7.
- Curta, Florin (2006). "Chronology". Southeastern Europe in the Middle Ages, 500–1250. Cambridge University Press. ISBN 0-521-81539-8.
- Day, Gerald. W. (juni 1977). "Manuel and the Genoese: A Reappraisal of Byzantine Commercial Policy in the Late Twelfth Century". The Journal of Economic History. 37 (2): 289-301. doi:10.1017/S0022050700096947.
- Duggan, Anne J. (2003). "The Pope and the Princes". Adrian IV, the English Pope, 1154–1159: Studies and Texts edited by Brenda Bolton and Anne J. Duggan. Ashgate Publishing, Ltd. ISBN 0-7546-0708-9.
- Garland Lynda, Stone Andrew. "Bertha-Irene of Sulzbach, first wife of Manuel I Comnenus". Online Encyclopedia of Roman Emperors. Hentet 2007-02-05.
- Gibbon, Edward (1995). "XLVIII-The Decline and Fall". The History of the Decline and Fall of the Roman Empire (Volume III). Penguin Classics. ISBN 0-14-043395-3.
- Hamilton, Bernard (2003). "William of Tyre and the Byzantine Empire". Porphyrogenita: : Essays on the History and Literature of Byzantium and the Latin East in Honor of Julian Chrysostomides edited by Charalambos Dendrinos, Jonathan Harris, Eirene Harvalia-Crook and Judith Herrin. Ashgate Publishing, Ltd. ISBN 0-7546-3696-8.
- Hanson, Graig L. (2003). "Manuel I Komnenos and the "God of Muhammad": A Study in Byzantine Ecclesiastical Politics". Medieval Christian Perceptions of Islam: A Book of Essays edited by John Tolan. Routledge. ISBN 0-415-92892-3.
- Harris, Jonathan (2003). Byzantium and the Crusades. Hambledon and London. ISBN 1-85285-298-4.
- Heath, Ian (1995). Byzantine Armies 1118–1461 AD (Illustrated by Angus McBride). Osprey Publishing. ISBN 1-85532-347-8.
- Hillenbrand, Carole (2003). "The Imprisonment of Raynald of Châtillon". Texts, Documents, and Artefacts: Islamic Studies in Honour of D.S. (Donald Sidney) Richards edited by Chase F. Robinson. Brill Academic Publishers. ISBN 90-04-10865-3.
- Jeffreys, Elizabeth; Jeffreys Michael (2001). "The "Wild Beast from the West": Immediate Literary Reactions in Byzantium to the Second Crusade" (PDF). The Crusades from the Perspective of Byzantium and the Muslim World edited by Angeliki E. Laiou and Roy Parviz Mottahedeh. Dumbarton Oaks Research Library and Collection. ISBN 0-88402-277-3. Arkiveret fra originalen (PDF) 26. marts 2009. Hentet 8. december 2014.
- Každan, Alexander P.; Epstein, Ann Wharton (1990). "Popular and Aristrocratic Popular Trends". Change in Byzantine Culture in the Eleventh and Twelfth Centuries. University of California Press. ISBN 0-520-06962-5.
- Kurtz, Johann Heinrich (1860). "Dogmatic Controversies, 12th and 14th Centuries". History of the Christian Church to the Reformation. T. & T. Clark. ISBN 0-548-06187-4.
- "Letter by the Emperor Manuel I Komnenos To Pope Eugene III on the Issue of the Crusades". Vatikanets hemmelige arkiver. Arkiveret fra originalen 2. februar 2007. Hentet 2007-02-05.
- Madden, Thomas F. (2005). "The Decline of the Latin Kingdom of Jerusalem and the Third Crusade". The New Concise History of the Crusades. Rowman & Littlefield. ISBN 0-7425-3822-2.
- MacGillivray Nicol, Donald (1988). "The Parting of the Ways". Byzantium and Venice: A Study in Diplomatic and Cultural Relations. Cambridge University Press. ISBN 0-521-42894-7.
- Magdalino, Paul (2005). "The Byzantine Empire (1118–1204)". The New Cambridge Medieval History edited by Rosamond McKitterick, Timothy Reuter, Michael K. Jones, Christopher Allmand, David Abulafia, Jonathan Riley-Smith, Paul Fouracre, David Luscombe. Cambridge University Press. ISBN 0-521-41411-3.
- Magdalino, Paul (2002). "The Medieval Empire (780–1204)". The Oxford History of Byzantium By Cyril A. Mango. Oxford University Press. ISBN 0-19-814098-3.
- Magdalino, Paul (2002). The Empire of Manuel I Komnenos, 1143–1180. Cambridge University Press. ISBN 0-521-52653-1.
- Mayer, Hans, Eberhard (2005). "The Latin East, 1098–1205". The New Cambridge Medieval History edited by Rosamond McKitterick, Timothy Reuter, Michael K. Jones, Christopher Allmand, David Abulafia, Jonathan Riley-Smith, Paul Fouracre, David Luscombe. Cambridge University Press. ISBN 0-521-41411-3.
- Norwich, John Julius (1998). A Short History of Byzantium. Penguin. ISBN 0-14-025960-0.
- Norwich, John J. (1995). Byzantium: The Decline and Fall. Alfred A. Knopf, Inc. ISBN 0-679-41650-1.
- Obolensky, Dimitri (1971). The Byzantine Commonwealth: Eastern Europe 500–1453. London: Weidenfeld and Nicolson. ISBN 1-84212-019-0.
- Paparrigopoulos, Constantine; Karolidis, Pavlos (1925). History of the Hellenic Nation. Vol. Db. Athens: Eleftheroudakis.. (græsk)
- Read, Piers Paul (2003—English edition 1999). The Templars (translated in Greek by G. Kousounelou). Enalios. ISBN 960-536-143-4. {{cite book}}: Tjek datoværdier i: |year= (hjælp)
- Rogers, Randal (1997). "The Capture of the Palestinian Coast". Latin Siege Warfare in the Twelfth Century. Oxford University Press. ISBN 0-19-820689-5.
- Treadgold, Warren (1997). A History of the Byzantine State and Society. Stanford University Press. ISBN 0-8047-2630-2.
- Sedlar, Jean W. (1994). "Foreign Affairs". East Central Europe in the Middle Ages, 1000–1500. University of Washington Press. ISBN 0-295-97290-4.
- Stone, Andrew. "Manuel I Comnenus (A.D. 1143–1180)". Online Encyclopedia of Roman Emperors. Hentet 2007-02-05.
- Varzos, Konstantinos (1984). Η Γενεαλογία των Κομνηνών [The Genealogy of the Komnenoi]. Thessaloniki: Byzantine Research Centre., Vols. A1 Arkiveret 3. februar 2014 hos  Wayback Machine, A2 Arkiveret 3. marts 2016 hos  Wayback Machine & B Arkiveret 3. marts 2016 hos  Wayback Machine (græsk)
- Vasiliev, Alexander Alexandrovich (1928-1935). "Byzantium and the Crusades". History of the Byzantine Empire. ISBN 0-299-80925-0.
- Zeitler, Barbara. "Cross-cultural Interpretations of Imagery in the Middle Ages". Find Articles. Arkiveret fra originalen 13. februar 2009. Hentet 2007-02-27.

## Yderligere læsning
- Haldon, John (2002). Byzantium – A History. Tempus. ISBN 0-7524-2343-6.
- Lilie, Ralph-Johannes (1988). Byzantium and the Crusader States, 1096–1204. Oxford University Press. ISBN 0-19-820407-8.

## Eksterne kilder
- Manuel coinage